# Król Karol IV (1789)
Król Karol IV (hiszp. El rey Carlos IV de rojo) – obraz olejny hiszpańskiego malarza Francisca Goi (1746–1828) przedstawiający króla Karola IV z dynastii Burbonów.
W 1788 roku zmarł Karol III, król Hiszpanii, na którego dworze pracował Goya. Jego najstarszy żyjący syn infant Karol (1748-1819) był królem Neapolu i Sycylii, zrzekł się jednak swojego królestwa na rzecz syna i przybył do Madrytu w 1789 roku aby objąć tron Hiszpanii jako Karol IV. Nowy król podobnie jak jego ojciec cenił prace Goi i mianował go swoim nadwornym malarzem. Z okazji koronacji powstał portret króla, na podstawie którego Goya wykonał kilka kopii różniących się wielkością i detalami.
Portret został namalowany w 1789 roku z polecenia ministra Jovellanosa dla Królewskiej Akademii Historii w Madrycie, gdzie obecnie się znajduje. Parę z nim stanowił obraz Królowa Maria Luiza Parmeńska; za oba portrety Goya otrzymał 6000 reali. Powstał na podstawie podobnego Portretu Karola IV namalowanego przez Goyę w tym samym roku i znajdującego się w zbiorach Prado. Portret stworzony dla akademii przedstawia nieco większą część sylwetki króla oraz bardziej widoczne symbole monarchii. Rok później Goya wykonał kolejną kopię (Portret Karola IV) zmieniając kolor szat króla na ciemnoniebieski.
Król przedstawiony w pozycji stojącej ma na sobie strój z czerwonego aksamitu ozdobionego srebrnymi haftami. Na jego piersi widnieją biało-błękitna wstęga i krzyż Orderu Karola III, czerwona wstęga neapolitańskiego Orderu św. Januarego i niebieska wstęga francuskiego Orderu św. Ducha. Order Złotego Runa, którego był wielkim mistrzem, jest zawieszony na szyi na czerwonej wstędze i oprawiony diamentami. U jego boku widać rękojeść miecza. Atrybuty władzy takie jak korona i purpurowy płaszcz z gronostajowym podbiciem zostały przedstawione w dyskretny sposób po prawej stronie, zgodnie z hiszpańską tradycją. Tło obrazu stanowi wystawna zielona zasłona. Twarz króla ma dobroduszny wyraz.